# .ae
.ae és l'actual domini de primer nivell territorial (ccTLD) dels Emirats Àrabs Units.

## Registres de segon i tercer nivell
Es permet fer registres a més del segon nivell de tercer fent servir diferents etiquetes.
- .ae — Companyies, organitzacions o particulars
- .net.ae — proveïdors d'Internet
- .gov.ae — govern i ministeris
- .ac.ae — col·legis, universitats o institut acadèmic
- .sch.ae — escoles públiques o privades
- .org.ae — organitzacions sense ànim de lucre
- .mil.ae — entitats militars
- .pro.ae — professionals
- .name.ae — particulars

Els dominis .ae són registrats amb el registre oficial UAENic o AESERVER.COM UAE